# Kyselovští z Kyselova
Kyselovští z Kyselova (polsky Kisielowscy z Kisielowa, také Kisielewscy z Kisielowa) byli členové nižší šlechty, kteří působili v Těšínském knížectví na dvoře Těšínských Piastovců jako správci, úředníci.

## Historie rodu

### Původ rodu
Rod Kyselovských byl dle historiků odvozen od vesnice Kyselov (polsky Kisielów, německy Kisielau), která se nachází 13 km východně od města Těšín.

### Členové rodu, majetek, spory
V roce 1477 kněžna Eufemie Mazovská, zvaná Ofka (1395-1447), vdova po Boleslavu I. Těšínském (1407–1433), postoupila dvůr Chotěbuz Janu Kyselovskému z Kyselova.
V roce 1574 vedl Matěj Kyselovský (polsky Mateusz Kisielowski z Kisielowa) spor s Bedřichem Schelendorfem z Hornsperku na Kyselově (polsky Fryderyk Schelendorf z Hornsperku na Kisielowie) při prodeji dvoru v Kyselově, který patřil jemu (Matějovi) a Jiříkovi (polsky Jerzyk). Spor se vedl dva roky. V roce 1575 se celá záležitost dostala k zemskému soudu v Těšíně.
V roce 1576 podala jistá Markéta Kyselovská z Przyszowic na Kyselově (polsky Małgorzata Kisielowska z Przyszowic na Kisielowie) k soudu žalobu na Bedřicha Schelendorfa z Hornsperku na Kisielowie za pomluvu a lživá obvinění. Za urážku na cti žádala odškodnění ve výši 1000 tolarů.
Na konci 16. století vlastní Jan Kyselovský z Kyselova vesnici Těrlicko.
V roce 1584 byl Janem Jeřábkem z Mořkova v souboji zabit rytíř Jan Kyselovský z Kyselova.
V roce 1668 vlastní Joachym Kyselovský z Kyselova ves Dolní Soběšovice (zaniklá obec).
V roce 1686 získává Dolní Bludovice Jindřich Kyselovský z Kyselova.
V roce 1736, 24. června, se provdala Marie Terezie Karolina Kyselovská z Kyselova (datum narození neznámo, † po roce 1744) za Carla Dominika Sedlnitzky von Choltitz, člen Otaslavické větve (20. červenec 1712 Kroměříž, † neznámo), který sloužil u pruských husarů.
V roce 1775 se ucházelo místo v Apelačním tribunálu ve Lvově (polsky Trybunal Apelacyjny we Lwowie) jistý člen těšínské šlechty František Jan Kyselovský z Kyselova (polsky Franciszek Jan Kisielowski z Kisielowa), zemský přísedící (polsky przysiężny Landrechtu).

## Erb
Základní popis erbu byl: Modrý štít se zlatým půlměsícem s rohy vzhůru, nad ním je zlatá šesticípá hvězda. V klenotu paví kýta. Přikryvadla jsou modro-zlatá.